# Santa Croce (Lecce)
A Santa Croce-bazilika (Szent Kereszt) Lecce egyik legjelentősebb temploma, a leccei barokk egyik legszebb építménye.

## Története
A templomot a 14. században alapította VI. Valter briennei gróf. Építését 1549-ben kezdték meg, felhasználva a környéken lebontott zsidó házak építőanyagát is, mivel a zsidókat 1510-ben elűzték a városból. Az építkezés elhúzódott: a homlokzat 1582-re készült el, míg a kupola 1590-re. A portálok 1606-ban készültek el Francesco Antonio Zimbalo tervei alapján. Az építkezést Zimbalo utódai, Cesare Penna és Giuseppe Zimbalo fejezték be. A templomot a celesztinusok birtokolták 1807-ig, amikor a rendet felszámolták. Sokáig használaton kívül volt, a templomhoz kapcsolódó kolostor épületét a város vette birtokba. A templomot 1883 óta a városi Szentháromság Társaság használja.

## Leírása
A templom fő jellegzetessége a gazdagon díszített homlokzata. A korona párkányzatot hat finoman megmunkált oszlop tartja, állatok szobrai, groteszk alakok és növényi motívumok díszítik. A főhomlokzat kiemelkedő jellegzetessége a hatalmas rózsaablak. A templom főbejárarát két korinthoszi oszlop fogja közre és III. Fülöp spanyol király, Enghieni Mária és VI. Valter briennei gróf címerei díszítik.  A homlokzatot díszítő kariatidák az 1571-es lepantói csata után foglyul ejtett törököket ábrázolják. A párkány alatti állatok a csatában részt vevő keresztény seregek allegóriái: a sárkány a Boncompagni család, XVI. Gergely pápa családjának szimbóluma, a griffmadár a Genovai Köztársaságé, stb.
A templom belsője latin kereszt alaprajzú. Eredetileg egy főhajója és négy oldalhajója volt. A két oldalsó hajót a 18. században kápolnákká alakították át. A templom mennyezetét festett kazetták díszítik, ezeket Gianserio Strafella, Oronzo Tiso és Giovan Battista Lama készítették.